# B&H Airlines
The Airline of Bosnia and Herzegovina.
B&H Airlines était une compagnie aérienne basée à Sarajevo, en Bosnie-Herzégovine, effectuant des vols réguliers, des vols de charters ainsi que de petits transports de fret. Sa plate-forme de correspondance aéroportuaire principale était l'aéroport international de Sarajevo et tous les avions de la compagnie arboraient le drapeau de la Bosnie-Herzégovine. 
Les actions de la compagnie aérienne étaient possédées à la fois par la fédération de Bosnie-et-Herzégovine (50,93 %), par Turkish Airlines (49 %), ainsi qu'Energoinvest à hauteur de 0,07 %.
Dans une situation financière difficile, la compagnie a annoncé en juin 2015 qu'elle suspendait ses vols.

## Histoire
La compagnie est fondée le 12 août 1994 sous le nom Air Bosna. À l'automne 2003, la compagnie cesse ses activités en raison de l'augmentation des dettes qu'elle ne peut plus rembourser. Elle reste inactive jusqu'en mai 2004, lorsque le gouvernement de la fédération de Bosnie-et-Herzégovine décide de la faire renaître de ses cendres. En juin 2005, la compagnie recommence ses activités sous le nom B&H Airlines, avec deux appareils ATR-72.
Fin 2007, le gouvernement de Bosnie-Herzégovine annonce qu'il s'apprête à vendre une partie de ses actions de la compagnie. Le 23 février 2008, il a été su que Turkish Airlines était en négociations pour racheter la compagnie. Plus tard, le 30 mars 2008 Croatia Airlines rejoint les négociations. Le gouvernement de Bosnie-Herzégovine invite aussi Comintel et MyAir (en plus de Turkish Airlines et Croatia Airlines) à racheter la compagnie.
Des offres sont reçues de la part de Turkish Airlines, Malaysia's Comintel Corporation ainsi qu'un consortium jordanien, qui inclut Royal Jordanian Airlines. Le 29 octobre 2008, le gouvernement de Bosnie-Herzégovine annonce que Turkish Airlines a placé la meilleure offre pour acquérir les actions de B&H Airlines. Turkish Airlines a proposé de couvrir le coût de la location de deux avions Boeing et la reprise d'un prêt du gouvernement en échange d'une participation accrue dans la société.

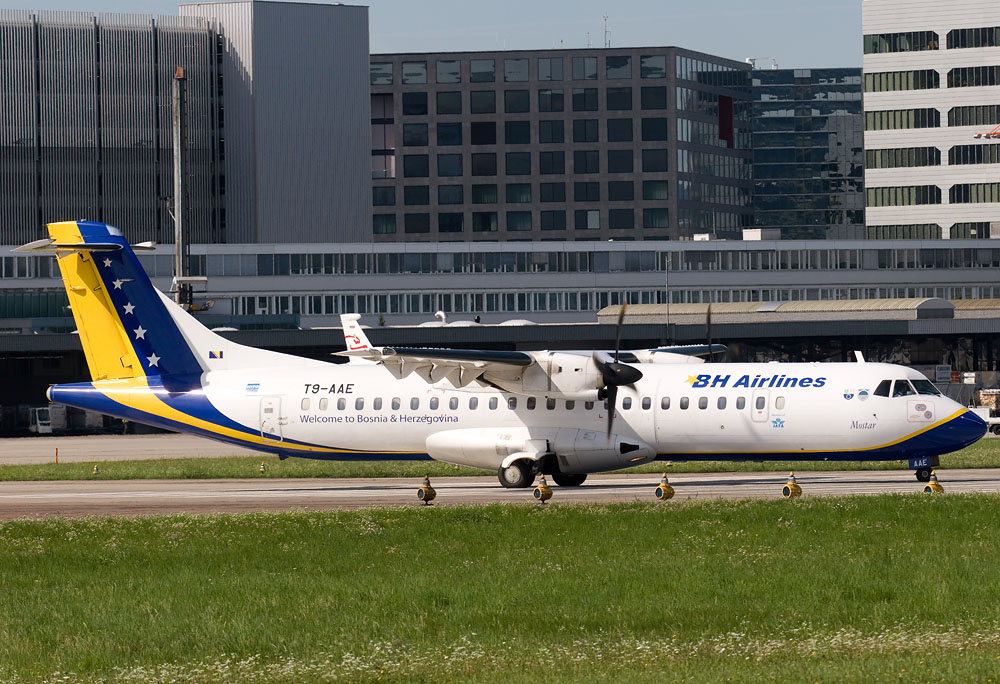
B&H Airlines ATR-72-212.

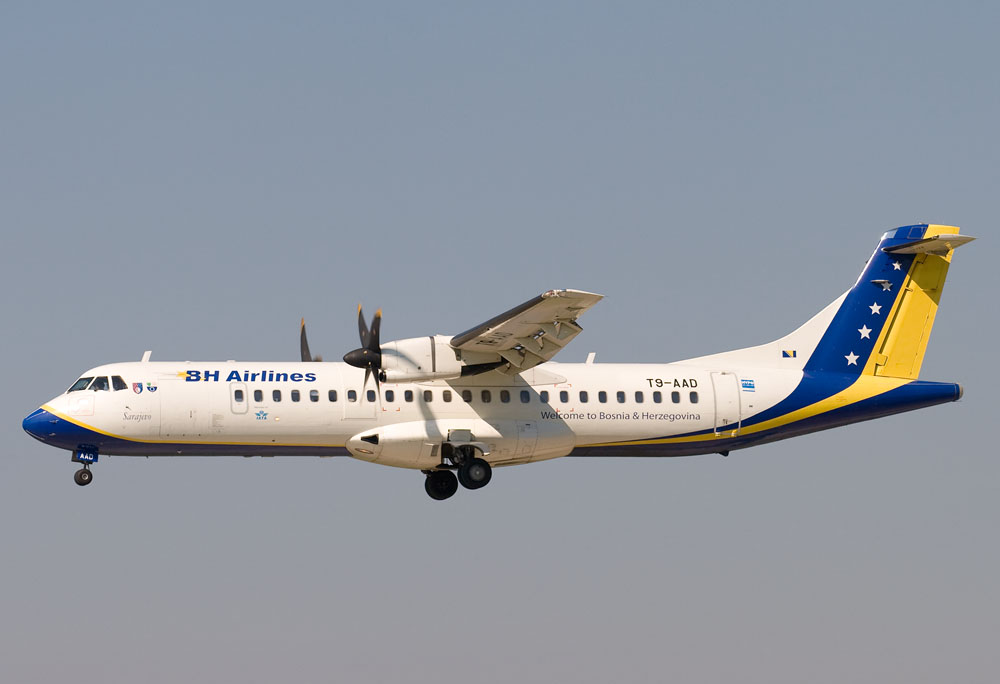
B&H Airlines ATR-72-212.

### Partages de codes
B&H Airlines a des accords de partages de codes avec :
- Jat Airways
- Turkish Airlines

### Futur[Quoi ?]
- La compagnie doit faire face à de nombreux problèmes à la suite du retrait de l'Airbus A319 prêté par Turkish Airlines. Dès à présent la compagnie doit effectuer ses vols réguliers uniquement avec un de ses deux ATR 72 puisque le second est entreposé en Allemagne[2]. Un vol quotidien vers Istanbul et vers Zurich sera[Quand ?] effectué alors que Copenhague ne sera desservi qu'une fois par semaine (puis 2-3 fois par semaine dès le mois de juin[Quand ?]).
- De plus, l'aéroport de Banja Luka n'étant plus aux normes, B&H Airlines devra très prochainement[Quand ?] suspendre ses vols via Banja Luka[3].

### Rumeurs
À la suite des nombreux désaccords entre Turkish Airlines et le gouvernement de la Fédération de Bosnie-Herzégovine (raison pour laquelle l'Airbus A319 a été retiré), la compagnie turque pense sérieusement à revendre ou à rendre ses 49 % de parts de la compagnie bosniaque jugeant que les pertes sont trop lourdes.

### Faillite
En 2015, la compagnie aérienne traverse une situation financière très difficile, subissant une perte de 16 millions d'euros. En juin 2015, la compagnie suspend ses vols. Le gouvernement de Bosnie-Herzégovine annonce qu'elle ne revolera plus, à moins qu'un investisseur n'accepte de rembourser ses dettes.

## Avions

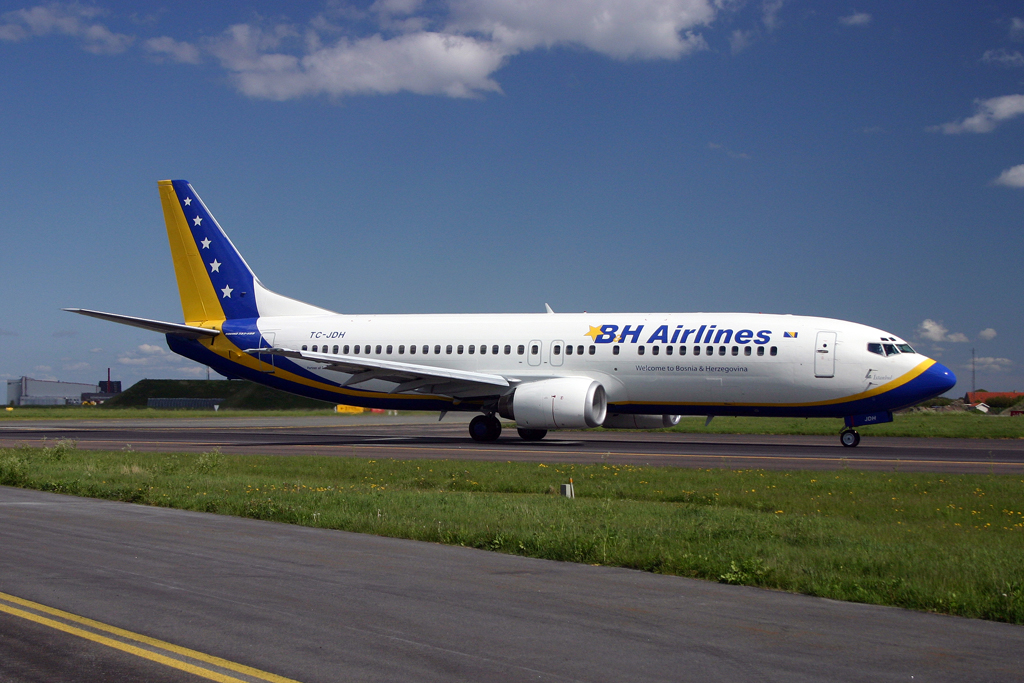
Ancien Boeing 737-400 de B&H Airlines prêté par Turkish Airlines.

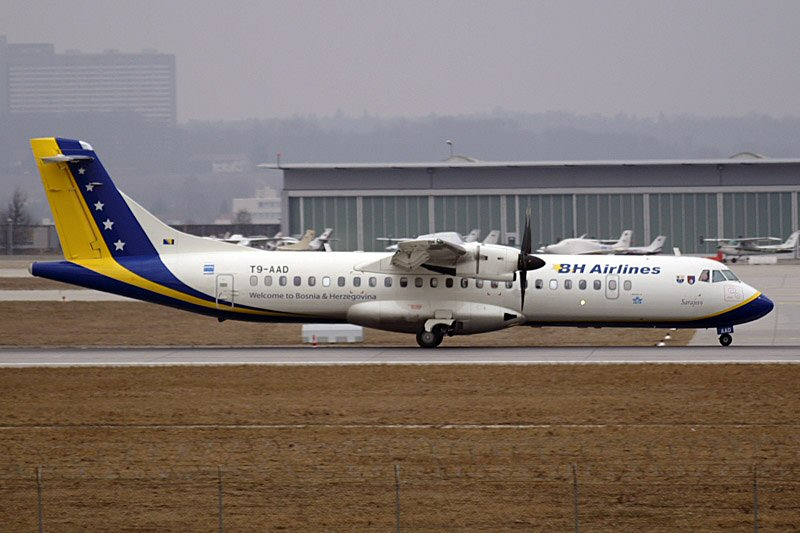
B&H Airlines ATR-72.

Dans le courant Mai 2012, les avions de B&H Airlines sont :
En Mai 2012, l'âge moyen des avions de B&H Airlines est de 16,5 ans.

## Statistiques passagers et chiffre d'affaires
- Passagers[6]

| 2005   | 2006     | 2007    | 2008   | 2009    | 2010    | 2011    | 2012 Q1 |
| ------ | -------- | ------- | ------ | ------- | ------- | ------- | ------- |
| 24 906 | 59 792   | 68 222  | 61 904 | 87 158  | 138 241 | 129 435 | 15 495  |
| -      | +140,1 % | +14,1 % | -9,2 % | +40,8 % | +58,6 % | -6,7 %  | -43,7 % |